# Jean Hamon (mécène)
Pour les articles homonymes, voir Jean Hamon et Hamon.
Jean Hamon, né le 22 mars 1935 et mort le 18 octobre 2020, est un promoteur immobilier ainsi qu'un mécène. Il est notamment l'un des constructeurs du quartier de La Défense et copropriétaire éphémère en 1990, avec le groupe Labeyrie, du cabaret parisien l'Alcazar.
Son nom est apparu dans les médias dans le cadre de l'affaire de la Fondation Hamon.

## Le projet, et son abandon
Avec le conseil général des Hauts-de-Seine, alors présidé par Charles Pasqua, Jean Hamon est à l'initiative d'un projet, depuis abandonné, de construction d'un musée d'art contemporain sur l'île Saint-Germain à Issy-les-Moulineaux. Celui-ci reposait sur une donation de Jean Hamon de près de 200 toiles et sculptures, d'une valeur estimée à 7,5 millions d'euros. Ce fonds fut stocké dans le château de Jean Hamon à Bullion (Yvelines).
En raison de versements indus par le conseil général à Jean Hamon, pour l'entretien de ces œuvres, plusieurs personnes ont été mises en examen dans le cadre de l'affaire de la Fondation Hamon, dont Charles Pasqua et André Santini.
La justice ayant reconnu que le conseil général était bien le propriétaire des œuvres léguées, Me Philippe Gumery, l'avocat de Jean Hamon, lui a adressé une mise en demeure, ainsi qu'à la ville d'Issy-les-Moulineaux, administrée par André Santini, et à un syndicat mixte pour qu'ils règlent les loyers impayés (près de 300 000 euros). En outre, Nicolas Sarkozy aurait aussi pu mécaniquement être impliqué dans cette affaire, puisque le conseil général a continué à effectuer les versements à Hamon pendant un an, après que Sarkozy est devenu président du conseil général, et bien que le projet ait été depuis longtemps abandonné.